# 高力一成
高力 一成（こうりき かずなり）は、江戸時代前期の庄内藩家老。

## 略歴
岩槻・浜松・島原藩主を歴任した三河高力氏の一族。祖父の高力長直は徳川家康に仕えて戦功があり、父の一次は家康の小姓を務めた後、重臣酒井忠次に附属させられてその家老となった。
一成は父の跡を継いで酒井家次・忠勝の二代に家老として仕え、石高は4,100石に達し与力20騎を預けられた。また忠勝娘の田舎姫を妻に迎えている。慶長20年（1615年）大坂夏の陣では天王寺・岡山の戦いで活躍。元和8年（1622年）忠勝が旧最上氏の庄内藩に転封となると、一成は亀ヶ崎城・鶴ヶ岡城の接収を担当した。
寛永6年（1629年）43歳で没。家督は嫡男の一方が継承した。